# Zhong Wei
Zhong Wei (chinesisch 钟伟, Pinyin Zhōng Wěi; * 30. Juli 1998 in Orland Park, Illinois, als Peter Zhong) ist ein US-amerikanisch-chinesischer Eishockeyspieler, der seit 2021 für den Kunlun Red Star in der KHL spielt.

## Karriere
Zhong Wei, der in den Vereinigten Staaten Peter Zhong genannt wird, begann seine Karriere als Eishockeyspieler bei der Chicago Mission, wo er verschiedene Altersklassen durchlief. Daneben spielte er von 2013 bis 2015 auch für Beijing Ice Hockey, wo er bereits als 15-Jähriger in der chinesischen Liga debütierte. 2015 wurde er von den Wichita Falls Wildcats in der dritten Runde des NAHL Entry Drafts als insgesamt 71. Spieler ausgewählt, wechselte jedoch nicht nach Texas, sondern zum Ligarivalen Aston Rebels, die sich ab 2016 Philadelphia Rebels nannten. Ab 2017 spielte er für die Arizona Sun Devils, das Team der Arizona State University, in der National Collegiate Athletic Association. 2021 wechselte er zum Kunlun Red Star in die KHL.

### International
Für China nahm Zhong Wei im Juniorenbereich an den U18-Weltmeisterschaften der Division II 2014 und 2015 teil.
Mit der Herren-Nationalmannschaft spielte der Stürmer erstmals bei der Weltmeisterschaft 2018 in Division II. Zudem nahm er auch an den Olympischen Winterspielen 2022 in Peking, für die die Chinesen als Gastgeber qualifiziert waren, und an der Weltmeisterschaft 2022 wiederum in der Division II teil.

## Erfolge und Auszeichnungen
- 2022 Aufstieg in die Division I, Gruppe B, bei der Weltmeisterschaft der Division II, Gruppe A